# Sphinx y la maldita momia
Sphinx y la maldita momia es un videojuego de acción y aventura en tercera persona inspirado en la mitología del antiguo Egipto para GameCube, PlayStation 2 y Xbox. El juego fue un proyecto de Eurocom publicado por THQ. En 2014 Nordic Games adquirió la marca THQ y conformó THQ Nordic, tras adquirir los derechos a finales de 2016 se publicó una versión restaurada para Windows, macOS y Linux el 10 de noviembre de 2017. Más tarde se publicaría una versión física para Nintendo Switch con varias mejoras el 29 de enero de 2019.
En Sphinx y la maldita momia, el jugador toma las riendas de un semidiós llamado Sphinx y del cuerpo momificado de Tutankamón. El rol de Sphinx es el de un valiente guerrero que combate monstruos y se vale de la fuerza bruta para completar acertijos y tareas. Mientras que en las secciones de Tutankamón, ya convertido en la momia, consisten en resolver rompecabezas y aplicar el razonamiento lógico para completar las pruebas.

## Argumento
La versión ficticia de Egipto que aparece en la historia se basa en un periodo de incertidumbre en el que al jugador se le presenta Sphinx, uno de los protagonistas, y a su compañero Horus. El maestro Imhotep les da la tarea de encontrar la legendaria espada de Osiris y les teletransporta a Uruk, la «tierra de la oscuridad». Un rayo mortal que protege el misterioso Castillo de Uruk ataca a Horus y este parece morir al caer trágicamente en la lava. Sphinx recupera la espada pero durante el escape también recibe el golpe del rayo, aunque de forma indirecta, y es capaz de viajar a un destino desconocido a través de un sistema de portales.
Entretanto, el joven príncipe Tutankamón de Luxor celebra su cumpleaños, pero su hermano mayor Akenatón le captura y realiza un oscuro ritual que le transforma en momia. Sphinx llega en el momento justo e interrumpe el ritual, haciendo que Tutankámon y Akenatón sean teletransportados al Castillo de Uruk. Sphinx descubre de mano de Imhotep que los fragmentos del alma de Tutankámon han terminado en vasos canopos, y se le encomienda la tarea de recuperarlos para devolverle a la vida. En el castillo Akenatón tilda lo acontecido de contratiempo menor. Tras lo que se desvela que Akenatón no era más que el disfraz del oscuro dios Set. Aun así, debido a la interrupción sorpresa de Sphinx, no puede disfrazarse de Tutankamón y tomar el control de Luxor.
Sphinx e Imhotep ingenian un plan para aprovecharse del estado de la momia; con un solo vaso canopo son capaces de devolverle temporalmente a la vida estando casi completamente muerto; permitiéndole aventurarse en Castillo de Uruk, infestado de trampas y acertijos. Imhotep crea a Kan-Asta para adentrase de forma sigilosa en el castillo y entregarle los vasos a la momia. Durante el transcurso del juego la momia se aprovecha del limbo de su existencia para sobrevivir a multitud de trampas y devolver valiosos objetos que ayudan a Sphinx en su misión. A cambio Sphinx encuentra más vasos canopos que enviar a su amigo no muerto a través de Kan-Asta.
Durante su visita a Heliópolis, Sphinx descubre que el dios Anubis ha causado un gran sufrimiento a los habitantes del lugar, convirtiéndoles en su mayoría en estatuas de piedra. Anubis, conmovido por las proezas y afán de Sphinx, libera poco a poco a las personas de su maldición de piedra. Aun así las tareas que este proporciona a Sphinx se vuelven más peligrosas con el tiempo. Llegado el momento Anubis le pide que encuentre las «coronas sagradas», unos objetos de gran poder que otrora pertenecieran a los dioses de Egipto.
La Corona Sagrada de Abydos es la primera, el desastre y los problemas están a la orden del día entre los canales venecianos de la ciudad, más tarde el jugador descubre que todo es obra de Set. Al llegar, Sphinx descubre que el gobernador ha caído muy enfermo y que la corona casi ha pasado a manos de sus traicioneros consejeros. Sphinx es capaz de salvarle y a cambio se le concede la corona.
Cada corona presenta un reto mayor para Sphinx; combatiendo y derrotando a la temible reina Geb para hacerse con la Corona Sagrada de Uruk, y al faraón de Heliópolis para obtener la Corona de Heliópolis. Cuando un poderoso Sphinx acude a Anubis completando la misión, el enigmático dios revela que maldijo a las gentes de Heliópolis y las convirtió en piedra para protegerles de una oscuridad que pronto descendería a Egipto de la mano de Set.
La momia descubre la Corona Sagrada de Set, la corona final, en las profundidades del Castillo de Uruk. Se hace con ella y al hacerlo debilita el rayo que protege al castillo. Kan-Asta es capaz de huir con la corona, pero Set captura a la momia y la paraliza.
Con las cuatro Coronas Sagradas, Anubis es capaz de invocar al etéreo dios Osiris y este revela a Sphinx que tanto él como Set otrora fueron las dos mitades que conformaban Ra; luz y oscuridad. Pero la codicia desmedida de Set hizo que robara poder de Osiris para hacerse con Egipto. El débil Osiris utiliza sus últimas fuerzas para transportar a Sphinx tras las defensas del Castillo de Uruk, donde desafía a Set a combate singular por el destino de Egipto. Set se transforma en su forma real; un monstruo horrendo de inmenso poder, pero Sphinx es capaz de derrotarle. Aunque Set no es destruido; Imhotep aparece y le confiesa a Sphinx que en su destino no ve la muerte. Osiris llega y se reúne de forma etérea con su debilitado hermano, volviendo a conformar al gran dios Ra. Este proporciona a la momia el último vaso canopo, pero la momia tropieza de forma trágica y lo rompe. El juego termina con un final sin resolver e Imhotep explicando que pase lo que pase encontrarán la forma con la que Tutankámon recupere su forma humana.

## Desarrollo
THQ anunció su desarrollo el 19 de febrero de 2003, bajo el título provisional de Sphinx and the Shadow of Set (Sphinx y la sombra de Set). Al principio anunciado como juego exclusivo de GameCube y PlayStation 2, al final se lanzó para Xbox. Eurocom desarrolló el juego durante un periodo de aproximadamente tres años, incluyendo el tiempo empleado en crear el motor personalizado. El diseño para Sphinx cambió de forma sustancial, pasando de ser un niño joven de aproximadamente seis años a su forma final como adolescente. Al crear el estilo de mecánica doble los desarrolladores se basaron en juegos de exploración y solución de acertijos pasados como los de la serie Zelda. Durante el desarrollo el rol de la momia maldita, Tutankámon, fue aumentando en prominencia. Versiones tempranas del juego dividían en un 70/30 el tiempo de juego entre Sphinx y Tutankamón, pero se fue ampliando en respuesta a las reacciones positivas al personaje. En línea con los acontecimientos el título del juego se cambió primero de Sphinx and the Shadow of Set (Sphinx y la sombra de Set) al de Sphinx and the Misfortunate Mummy (Sphinx y la desafortunada momia) de mediados de agosto a principios de septiembre, justo antes de su publicación. El título de Shadow of Set todavía aparecía cuando THQ empezó distribuir discos de demostración en inglés para la versión de PlayStation 2 por Internet. Finalmente se terminó publicando en noviembre con el título de Sphinx y la maldita momia.
La idea original era que Sphinx se transformara en una esfinge mítica—como león alado con rasgos humanos. Las secuencias de vuelo comprenderían un 30% de los niveles de Sphinx (el personaje). Estas secciones aparecían en puntos concretos en el juego, uno de los cuales implicaba «volar a través de [...] varios tubos al intentar llegar a una fortaleza, con numerosos obstáculos en el camino». Una animación preliminar conceptual mostraba una idea de esfinge parecida, con el diseñador de personajes Juan Solís produciendo varios modelos de la forma de esfinge del personaje, quedándose finalmente descartadas. Ciertas imágenes y capturas tempranas del juego también indicaban que aparecerían varias regiones adicionales de Egipto. IGN describió los «siete mundos» del juego, incluyendo «las junglas, ciénagas y lagos de Sakkara» y «la ciudad submarina de Akaria», ninguna de las cuales aparecieron en el juego final. En entrevistas antes de su publicación, Rob Loftus de THQ declaró que Eurocom se «aprovecharía al máximo» de la capacidad y prestaciones de la GameCube, que se vería reflejado en un sistema de iluminación superior.
Steve Duckworth, director de audio en Eurocom, compuso la banda sonora del juego, la cual terminó siendo publicada de forma parcial para su descarga gratuita.

### Versión móvil
La versión móvil es un juego 2D completamente distinto. THQ Wireless publicó una versión Java para teléfonos móviles desarrollada por Humagade. Como en la versión de consola, el jugador alterna el control de Sphinx y Tutankámon (la momia) en escenarios de acción y rompecabezas. Los jugadores buscan los órganos de Tutankámon para devolverle a vida mientras siguen tras los pasos del malvado Set a través de la ciudad de Uruk.

### Versión de PC
La versión de PC se desarrolló por Swyter, el autor de un paquete de texturas de alta definición para la versión de GameCube. Swyter actualiza de forma constante el juego para mejorar el rendimiento y añadir opciones adicionales. El editor del juego original, llamado EuroLand, se publicó el 19 de febrero de 2018, permitiendo la creación de mods. Los niveles beta de Akaria y Sakkara, descartados en la versión final, fueron publicados como material adicional y restaurados como un mod disponible en Steam Workshop.

### Problemas técnicos
El hecho de utilizar uno de los puntos de guardado en la sección de Momia tras la cinemática que desvela la traición de Horus puede causar que una puerta quede cerrada de forma permanente si se apaga la consola y se intenta reanudar el juego. Esto atrapa al personaje sin la posibilidad de avanzar en la trama y forzando al jugador a empezar de cero la partida. El problema se resolvió en las versiones de PC y Nintendo Switch, incluyendo la versión alojada en la plataforma de distribución Steam .

## Recepción
Sphinx tuvo una buena recepción. IGN dio al juego una puntuación de 8.5/10, llamándolo una «divertida y desafiante aventura de acción con un progreso no del todo lineal, con enormes mundos que explorar, puzles difíciles y satisfactorios, así como entretenidas mejoras de armas, objetos e inventario». Alabado por los críticos por sus personajes únicos e interesante historia. Los gráficos del juego también fueron elogiados por su calidad. Aun así, se criticó la falta de voces que narraran la gran cantidad de diálogo. En el apartado comercial el juego no despuntó, con «malas ventas [...] en todas las plataformas».
La versión móvil recibió una valoración algo peor, aunque por lo general positiva, con un 70.50% de puntuación acumulada en GameRankings. Levi Buchanan de IGN expresó su admiración por los gráficos del juego pero criticó los «extraños» controles isométricos por no ser «tan fáciles de usar como deberían», en general consideraba el juego como una compra bastante buena «para seguidores del juego de consola original o los que estuvieran buscando algo de aventura». En su crítica del juego para GameSpot, Carrie Gouskos expresó la cercanía de estilo con el original para consolas, diciendo que hace «un buen trabajo manteniendo la apariencia y personalidad de la franquicia», pero declarando los controles «incómodos», el sonido «no muy interesante» y la jugabilidad «sin demasiada longevidad», en general encontrándolo frustrante para todo aquel que no busque «un juego de acción simple y corto [o] que sea seguidor incondicional de la serie».